# Pseudotremia lictor
Pseudotremia lictor är en mångfotingart som beskrevs av Shear 1972. Pseudotremia lictor ingår i släktet Pseudotremia och familjen Cleidogonidae. Inga underarter finns listade i Catalogue of Life.